# Robert McElnea
Rob McElnea (Scunthorpe, 12 de diciembre de 1959) es un piloto de motociclismo profesional británico. En la cumbre de su carrera, corrió seis temporadas del Mundial de Motociclismo en la categoría de 500cc. También compitió durante cinco años en el Mundial de Superbikes y fue campeón Británico de Superbikes en 1990. McElnea creó el exitoso equipo del Rob Mac Racing team en el Campeonato británico de Superbike durante una década hasta 2011.

## Biografía
Ganó el Manx Grand Prix en 1980, ganó el TT de forma consecutiva en 1983 y 1984, y una ronda del Campeonato Mundial de TT Fórmula 1 en 1983, acabando segundo en la clasificación general. Compitió durante seis temporadas en el Campeonato del Mundo de Motociclismo con Heron Suzuki, Marlboro Yamaha, Pepsi Suzuki y Cabina Honda.  A pesar de acabar cuarto en ocho ocasiones, la suerte le fue esquiva y nunca fue un fijo en los podios. En 1990, dio el salto al Campeonato Mundial de Superbikes con el equipo Loctite Yamaha. Rob también compitió en la clasificación doméstica, ganando el británico campeonato 750cc/TT F1 de 1991 con el mismo equipo. Una lesión acabó con su carrera en 1993.
McElnea creó el equipo Móvil Mobile de Yamaha, que comptiió en el Campeonato Británico de Superbikes. Con el patrocinio de Cadbury 'Boost en los 90 y con Niall Mackenzie como piloto titular, ganó tres campeonatos consecutivos entre 1996 y 1998. Los años siguientes fueron menos competitivos a pesar de tener a pilotos como Steve Plater, James Haydon y Tommy Cerro.  McElnea También corrió la Virgin Mobile Cup para pilotos nobeles.
A finales de 2011, McElnea retiró a su equipo, uno de los más longevos en el Campeonato Británico de Superbikes.

## Resultados en el Campeonato del Mundo
Sistema de puntuación desde 1969 hasta 1987:
| Posición | 1.º | 2.º | 3.º | 4.º | 5.º | 6.º | 7.º | 8.º | 9.º | 10.º |
| Puntos   | 15  | 12  | 10  | 8   | 6   | 5   | 4   | 3   | 2   | 1    |

Sistema de puntuación desde 1988 hasta 1991:
| Posición | 1.º | 2.º | 3.º | 4.º | 5.º | 6.º | 7.º | 8.º | 9.º | 10.º | 11.º | 12.º | 13.º | 14.º | 15.º |
| Puntos   | 20  | 17  | 15  | 13  | 11  | 10  | 9   | 8   | 7   | 6    | 5    | 4    | 3    | 2    | 1    |

### Carreras por año
(Carreras en negrita indica pole position, carreras en cursiva indica vuelta rápida)
| Año  | Cat.  | Equipo          | 1       | 2       | 3      | 4     | 5       | 6       | 7      | 8       | 9       | 10      | 11      | 12      | 13      | 14      | 15     | Ptos. | Pos. |
| ---- | ----- | --------------- | ------- | ------- | ------ | ----- | ------- | ------- | ------ | ------- | ------- | ------- | ------- | ------- | ------- | ------- | ------ | ----- | ---- |
| 1982 | 500cc | Yamaha          | ARG -   | AUT -   | FRA -  | ESP - | NAC -   | NED -   | BEL -  | YUG -   | GBR Ret | SUE -   | RSM -   | ALE -   |         |         |        | 0     | -    |
| 1982 | 350cc | Yamaha          | ARG -   | AUT -   | FRA -  |       | NAT -   | NED -   |        |         | GBR Ret |         | FIN -   | CZE -   |         | GER -   |        | 0     | -    |
| 1983 | 500cc | Heron-Suzuki    | RSA -   | FRA -   | NAT -  | GER - | ESP -   | AUT -   | YUG -  | NED -   | BEL -   | GBR Ret | SWE -   | RSM -   |         |         |        | 0     | -    |
| 1984 | 500cc | Heron-Suzuki    | RSA -   | NAT 11  | ESP -  | AUT 5 | GER Ret | FRA Ret | YUG -  | NED -   | BEL -   | GBR 7   | SWE 5   | RSM 6   |         |         |        | 21    | 11.º |
| 1985 | 500cc | Heron-Suzuki    | RSA Ret | ESP Ret | GER 7  | NAT 9 | AUT 5   | YUG 8   | NED 7  | BEL Ret | FRA Ret | GBR Ret | SWE Ret | RSM 10  |         |         |        | 20    | 9.º  |
| 1986 | 500cc | Marlboro Yamaha | ESP 7   | NAT Ret | GER 4  | AUT 6 | YUG 4   | NED 4   | BEL 5  | FRA 6   | GBR Ret | SWE Ret | RSM 10  |         |         |         |        | 60    | 5.º  |
| 1987 | 500cc | Marlboro Yamaha | JPN Ret | ESP Ret | GER 5  | NAT 4 | AUT 5   | YUG Ret | NED 4  | FRA Ret | GBR Ret | SWE 4   | CZE 8   | RSM Ret | POR Ret | BRA Ret | ARG -  | 39    | 10.º |
| 1988 | 500cc | Pepsi-Suzuki    | JPN Ret | USA 9   | ESP 12 | EXP 8 | NAT 12  | GER 11  | AUT 9  | NED 10  | BEL 6   | YUG 8   | FRA 11  | GBR Ret | SWE 13  | CZE 8   | BRA 8  | 83    | 10.º |
| 1989 | 500cc | Cabin-Honda     | JPN -   | AUS -   | USA -  | ESP - | NAT DNS | GER 10  | AUT 11 | YUG 11  | NED 10  | BEL 11  | FRA 9   | GBR 10  | SWE 9   | CZE 12  | BRA 12 | 52.5  | 11.º |